# Optiker
En optiker eller optometrist er navnet på en person der arbejder med synsundersøgelser. Arbejdet går primært ud på at lave optiske linser til briller og kontaktlinser. 

## Optikere i Danmark
En uddannet optiker har efter bevilget autorisation fra Sundhedsstyrelsen ret til at kalde sig optiker. En uddannet optiker skal ikke forveksles med den medicinske uddannelse som øjenlæge.
Optikere er som regel ansat i privatejede optikerforretninger eller -kæder, mens enkelte arbejder på offentlige øjenklinikker eller hos private øjenlæger.

### Uddannelsen
Uddannelsen tager i alt 3½ år, inklusiv praktikophold, og foregår i København og i Randers.